# Lebbin (Groß Teetzleben)

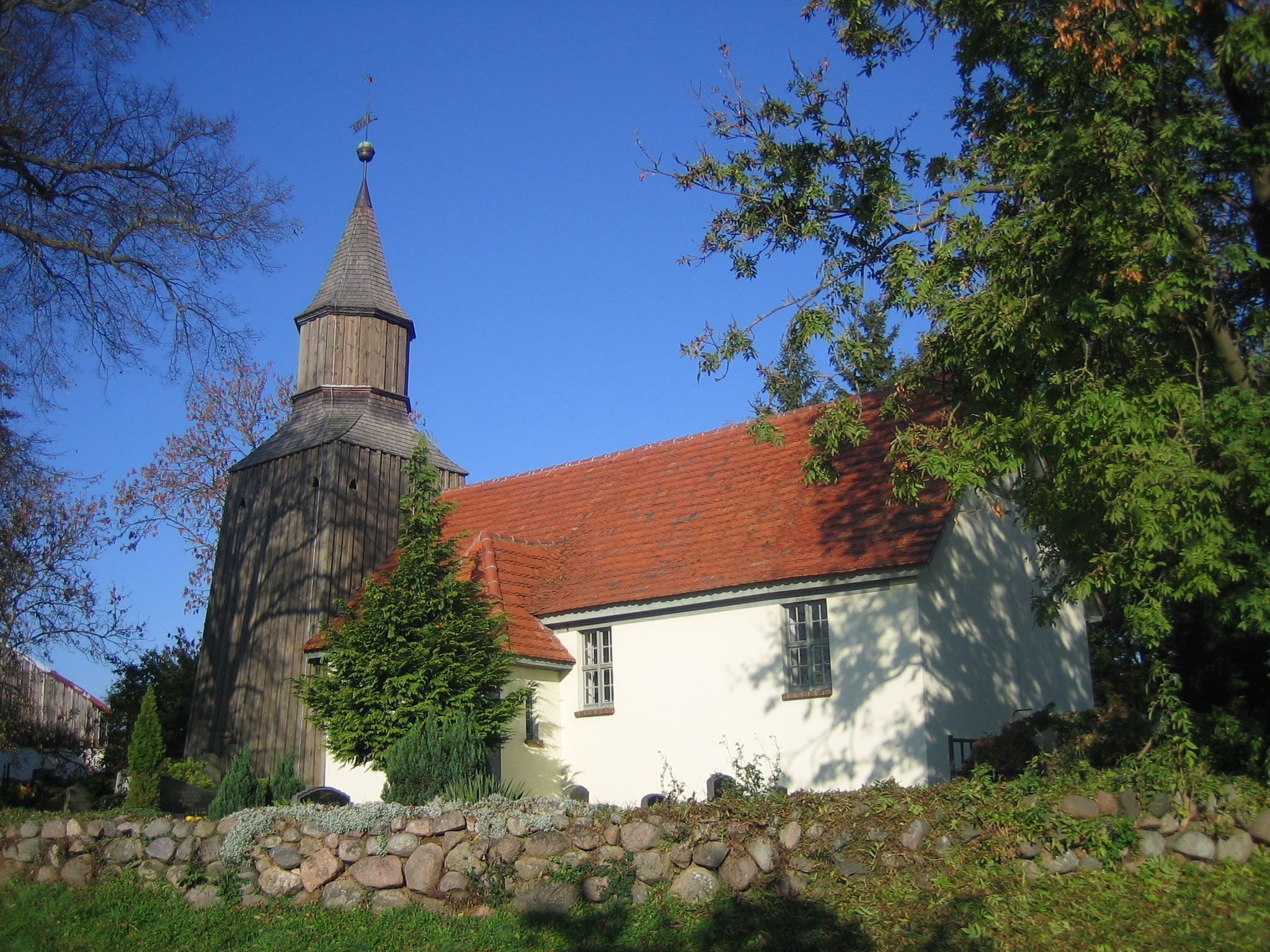
Dorfkirche Lebbin

Lebbin ist ein Ortsteil der Gemeinde Groß Teetzleben im Landkreis Mecklenburgische Seenplatte in Mecklenburg-Vorpommern.

## Geografie und Verkehr
Der Ort befindet sich in Vorpommern (direkt an der historischen Grenze zu Mecklenburg), etwa 22 Meter über dem Meeresspiegel, im Urstromtal der Tollense, zwischen den umliegenden Erhebungen der Grundmoränenplatten. Lebbin liegt an der Landesstraße 27, etwa sieben Kilometer nördlich von Neubrandenburg und etwa acht Kilometer südlich von Altentreptow. Von der Bundesautobahn 20 ist Lebbin über den Anschluss Altentreptow zu erreichen.

## Name
Der Name des Ortes leitet sich wahrscheinlich vom altslawischen Wort lêpŭ für schön ab.

## Geschichte
In der Schenkungsurkunde des pommerschen Fürsten Kasimir vom 16. August 1170 an den Domstift Havelberg zur Gründung des Klosters Broda wurde der Ort erstmals erwähnt. Es war ein kleines Fischerdorf an der Tollense mit bäuerlichen Wirtschaften.
Am 1. Januar 1834 trat der Deutsche Zollverein in Kraft. Der Ort Lebbin gehörte zur preußischen Provinz Pommern und lag unmittelbar an der Grenze zum Großherzogtum Mecklenburg-Strelitz (trat erst bei der Reichsgründung dem Verein bei). Es wurde ein Zollhaus gebaut (1993 abgerissen).
Die Legende besagt, dass der Wohlstand der Lebbiner vom Schmuggel zwischen den beiden altdeutschen Staaten kam.
1912 wurde eine Telefonleitung von Teetzleben nach Lebbin gezogen. Eine feste Straße wurde beantragt, kam aber erst 50 Jahre später. 1914 hielt der elektrische Strom in Lebbin Einzug. Im Mai 1917 wütete ein Feuer, bei dem 27 Gebäude zerstört wurden. Nach Kriegsende 1945 gehörte Lebbin zu Mecklenburg-Vorpommern.
Am 1. Januar 1951 wurde der Name der Gemeinde Kaluberhof in Lebbin geändert.
1952 kam Lebbin zum neu gegründeten Bezirk Neubrandenburg, Kreis Altentreptow.
1962 wurde die Dorfstraße befestigt. 1972 erfolgte der Anschluss des Ortes an die Trinkwasserversorgung. Der Anschluss an das Abwassersystem fand 1985 statt. Nach der Wende entstand 1992 das Neubaugebiet Eschengrund. 1997 wurden Straßen sowie die Abwasser- und Regenwasserentsorgung saniert.
Am 1. Januar 1973 erfolgte die Eingemeindung von Lebbin nach Groß Teetzleben.

## Sehenswürdigkeiten
- Dorfkirche, Anfang des 19. Jahrhunderts anstelle eines Fachwerkbaus aus dem 16. Jahrhundert errichtet.